# Консильи, Андреа
Андреа Консильи (итал. Andrea Consigli; 27 января 1987, Кормано) — итальянский футболист, вратарь клуба «Сассуоло».

## Клубная карьера
Андреа — воспитанник клуба «Аталанта». В 2005 году молодой голкипер был переведен в первую команду. До дебюта в составе этого клуба он успешно поиграл на правах аренды за более скромные команды «Самбенедеттезе» и «Римини». Его дебют за «Аталанту» в Серии А состоялся 1 февраля 2009 года в матче против «Катании». С тех пор Андреа является основным вратарём «Аталанты» и провёл за этот клуб более 147 встреч (из них 107 — в высшей итальянской лиге).

## Карьера в сборной
Андреа прошёл через все юношеские и молодёжные сборные команды Италии, в составе которых выиграл два мелких турнира и бронзовую медаль молодёжного чемпионата Европы 2009. В составе олимпийской сборной Италии он принимал участие на летних олимпийских играх 2008 проходивших в Пекине. В 2012 году Андреа был вызван в состав сборной Италии на товарищеский матч со сборной Англии, но на поле так и не вышел.

## Достижения

### В составе клубов
- Победитель Серии Б (1): 2010/11

### В составе сборных
- Победитель турнира Монтегю (1): 2003
- Победитель турнира четырёх наций (1): 2005/06
- Бронзовый призёр молодёжного чемпионата Европы (1): 2009